# Hokej na trawie na Letnich Igrzyskach Olimpijskich 1996
Wyniki turnieju hokeja na trawie rozegranego podczas Letnich IO w Atlancie:

## Mężczyźni – podsumowanie
- 1. Holandia
- 2. Hiszpania
- 3. Australia
- 4. Niemcy
- 5. Korea Południowa
- 6. Pakistan
- 7. Wielka Brytania
- 8. Indie
- 9. Argentyna
- 10. Południowa Afryka
- 11. Malezja
- 12. Stany Zjednoczone

## Medaliści
| Lp. | Państwo   | Medal |
| --- | --------- | ----- |
| 1   | Holandia  |       |
| 2   | Hiszpania |       |
| 3   | Australia |       |

## Kobiety – podsumowanie
- 1. Australia
- 2. Korea Południowa
- 3. Holandia
- 4. Wielka Brytania
- 5. Stany Zjednoczone
- 6. Niemcy
- 7. Argentyna
- 8. Hiszpania

## Medalistki
| Lp. | Państwo          | Medal |
| --- | ---------------- | ----- |
| 1   | Australia        |       |
| 2   | Korea Południowa |       |
| 3   | Holandia         |       |